# 1980-as Formula–1 francia nagydíj
A francia nagydíj volt az 1980-as Formula–1 világbajnokság hetedik futama.

## Futam
| Helyezés | #  | Versenyző             | Csapat/Motor    | Körök | Idő/Kiesés oka | Rajthely | Pontszám |
| -------- | -- | --------------------- | --------------- | ----- | -------------- | -------- | -------- |
| 1        | 27 | Alan Jones            | Williams-Ford   | 54    | 1:32:43,4      | 4        | 9        |
| 2        | 25 | Didier Pironi         | Ligier-Ford     | 54    | +4,52          | 3        | 6        |
| 3        | 26 | Jacques Laffite       | Ligier-Ford     | 54    | +30,26         | 1        | 4        |
| 4        | 5  | Nelson Piquet         | Brabham-Ford    | 54    | +1:14,88       | 8        | 3        |
| 5        | 16 | René Arnoux           | Renault         | 54    | +1:16,15       | 2        | 2        |
| 6        | 28 | Carlos Reutemann      | Williams-Ford   | 54    | +1:16,74       | 5        | 1        |
| 7        | 7  | John Watson           | McLaren-Ford    | 53    | +1 kör         | 13       |          |
| 8        | 2  | Gilles Villeneuve     | Ferrari         | 53    | +1 kör         | 17       |          |
| 9        | 29 | Riccardo Patrese      | Arrows-Ford     | 53    | +1 kör         | 18       |          |
| 10       | 30 | Jochen Mass           | Arrows-Ford     | 53    | +1 kör         | 15       |          |
| 11       | 4  | Derek Daly            | Tyrrell-Ford    | 52    | +2 kör         | 20       |          |
| 12       | 1  | Jody Scheckter        | Ferrari         | 52    | +2 kör         | 19       |          |
| Kiesett  | 20 | Emerson Fittipaldi    | Fittipaldi-Ford | 50    | Motorhiba      | 24       |          |
| Kiesett  | 3  | Jean-Pierre Jarier    | Tyrrell-Ford    | 50    | +4 kör         | 16       |          |
| Kiesett  | 31 | Eddie Cheever         | Osella-Ford     | 43    | Motorhiba      | 21       |          |
| Kiesett  | 9  | Marc Surer            | ATS-Ford        | 26    | Váltó          | 11       |          |
| Kiesett  | 22 | Patrick Depailler     | Alfa Romeo      | 25    | Meghajtás      | 10       |          |
| Kiesett  | 11 | Mario Andretti        | Lotus-Ford      | 18    | Váltó          | 12       |          |
| Kiesett  | 21 | Keke Rosberg          | Fittipaldi-Ford | 8     | Kicsúszás      | 23       |          |
| Kiesett  | 23 | Bruno Giacomelli      | Alfa Romeo      | 8     | Meghajtás      | 9        |          |
| Kiesett  | 8  | Alain Prost           | McLaren-Ford    | 6     | Erőátvitel     | 7        |          |
| Kiesett  | 12 | Elio de Angelis       | Lotus-Ford      | 3     | Kuplung        | 14       |          |
| Kiesett  | 15 | Jean-Pierre Jabouille | Renault         | 0     | Erőátvitel     | 6        |          |
| Kiesett  | 6  | Ricardo Zunino        | Brabham-Ford    | 0     | Kuplung        | 22       |          |
| NK       | 17 | Geoff Lees            | Shadow-Ford     |       |                |          |          |
| NK       | 14 | Jan Lammers           | Ensign-Ford     |       |                |          |          |

## Statisztikák
Vezető helyen:
- Jacques Laffite 34 (1-34)
- Alan Jones 20 (35-54)

Alan Jones 7. győzelme, 4. leggyorsabb köre, Jacques Laffite 6. pole-pozíciója.
- Williams 4. győzelme.